# 북조선공산당
북조선공산당(北朝鮮共產黨)은 조선공산당의 38도선 이북 지역 지도자들과 당원들이 결성한 소련 군정 시대의 공산당으로, 독립운동가 김용범의 지도 아래 조선공산당의 조직적 재건, 친일파 청산, 토지 개혁, 사회주의 국가 수립 등을 과제로 삼았다. 덕분에 북조선공산당은 소비에트 민정청 당국의 강력한 신뢰를 받아 북조선공산당 인민위원회에게 직접통치권을 위임하면서 조선신민당을 비롯한 좌익 진영 당파를 상당수 통합하며, 북조선로동당을 결성하고 조선민주주의인민공화국을 수립하는 주체가 되었다.
오늘날 조선민주주의인민공화국과 조선로동당은 북조선공산당과 동일시 여기며 이 정당의 창당일을 조선로동당 창건일로 기념하고 있다. 이날은 10월 10일로 명절이요 공휴일이며, 조선공산당에 투신하여 항일유격전을 벌인 조선 독립운동가들의 넋을 기리면서도 각종 예술과 전시가 열리며 조선로동당 체제의 우월성을 선전한다.

## 같이 보기
- 조선공산당